# George Ratsey
George Ratsey (Londres, 25 de julho de 1875 — New Rochelle, 25 de dezembro de 1942) foi um velejador britânico, medalhista olímpico. Ele competiu nos Jogos Olímpicos de Verão de 1908 na classe 8 Metre e conquistou a medalha de bronze na disputa a bordo do Sorais com Philip Hunloke, Alfred Hughes, Frederick Hughes, William Dudley Ward e Constance Lewes.
Ele geralmente era capitão das embarcações nas competições em que disputava. Seu filho Colin Ratsey foi medalhista de prata na edição de 1932 na classe Star.